# ハイガイ
ハイガイ (灰貝、学名：Tegillarca granosa) はフネガイ科に属する二枚貝の一種。伏貝、伏老、チンミとも呼ばれる。
ヘモグロビンを含む体液を有することから、英語ではblood cockle、blood clam等と呼ばれる。インド太平洋沿岸の広範囲に見られ、南アフリカ東岸から東南アジア、オーストラリア、ポリネシア、北は日本北部まで分布する。主に水深1-2メートルの潮間帯で、砂泥に埋もれた状態で生活する。成貝は殻長5-6センチメートル、殻幅4-5センチメートルになる。殻は厚く、放射肋は18本ほどである。

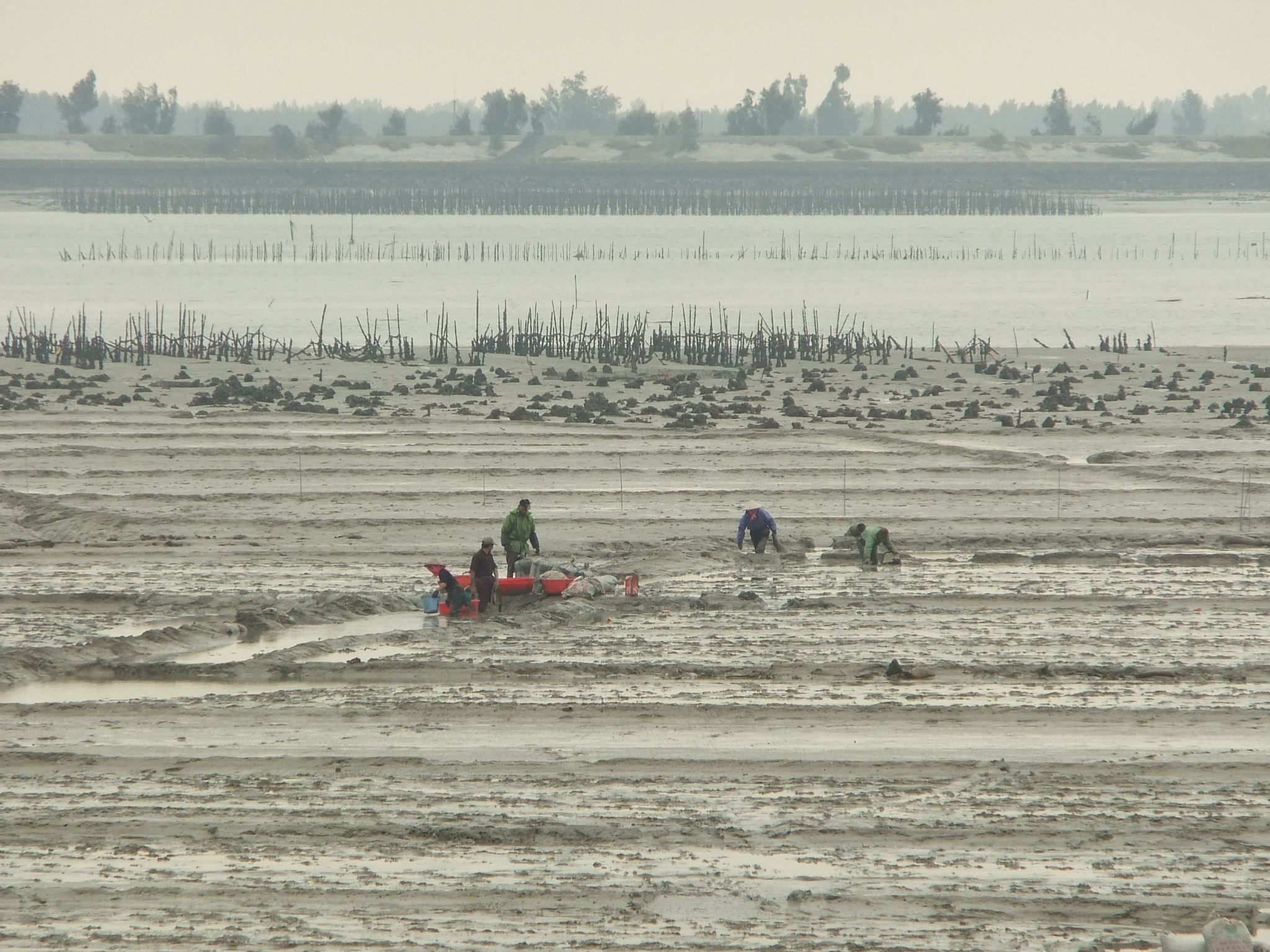
本種は福建省水頭鎮の沿岸、安海湾の干潟で養殖されている主な種である。

食用として経済価値が高く、養殖もされている。浙江省沿岸だけで145,000畝（およそ100平方キロメートル）の干潟が本種の養殖に利用されている。隣接する福建省の河口域においても同様の養殖が行われている。
蒸す、茹でる、焼くなどの調理法にて食される。伝統的には生食されることもある。

## 安全性
安全に食用とできる他の多くの貝類と異なり、本種は低酸素環境に生息するため懸濁物と共にA型肝炎、E型肝炎、腸チフス、赤痢等の細菌やウイルスを取り込んでいる。本種は中国料理に用いられる美味な食材の一つと考えられているが、上海における早茹で (quick-boiling) のような調理法では多くの細菌やウイルスが残留する。

## 画像

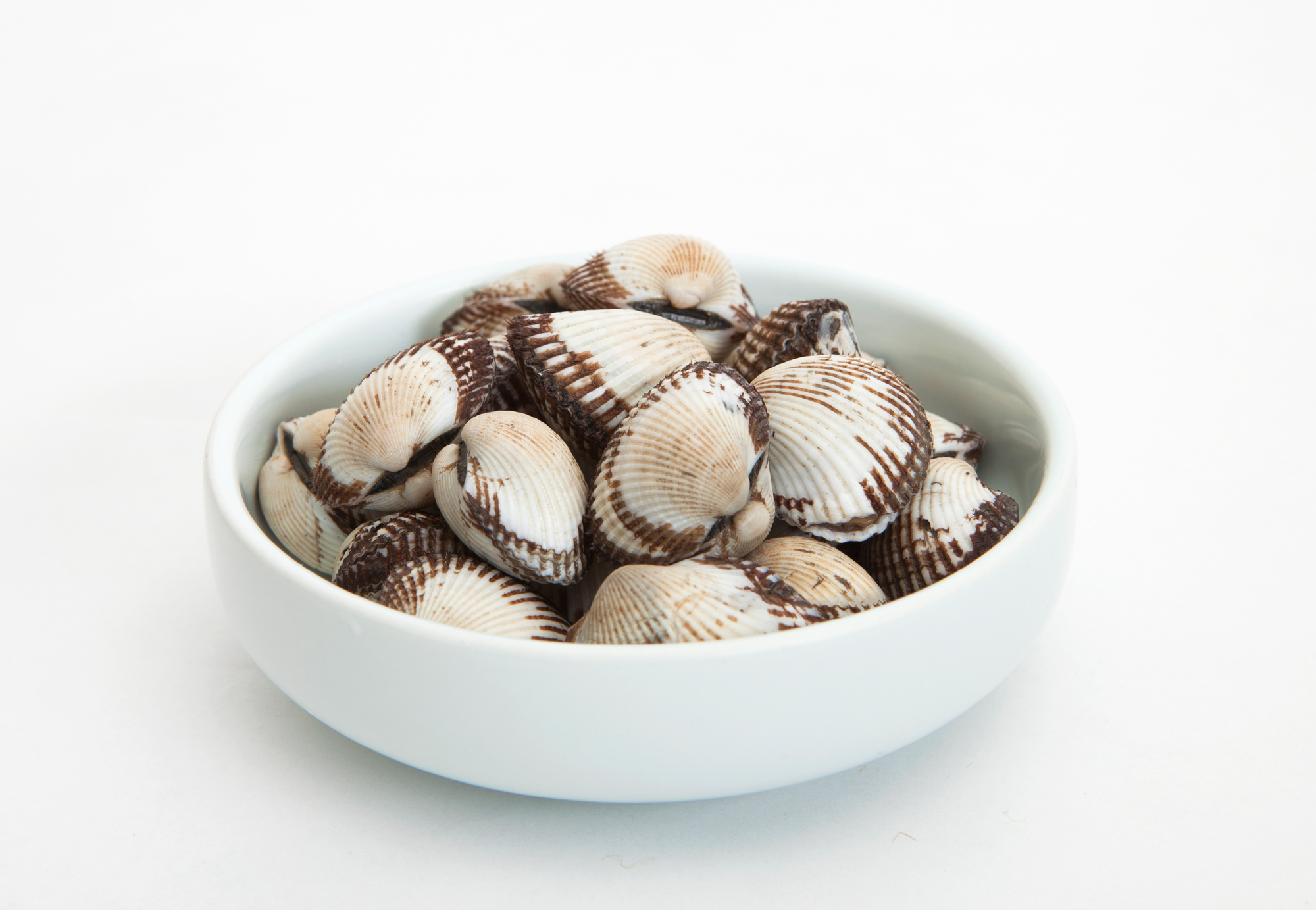
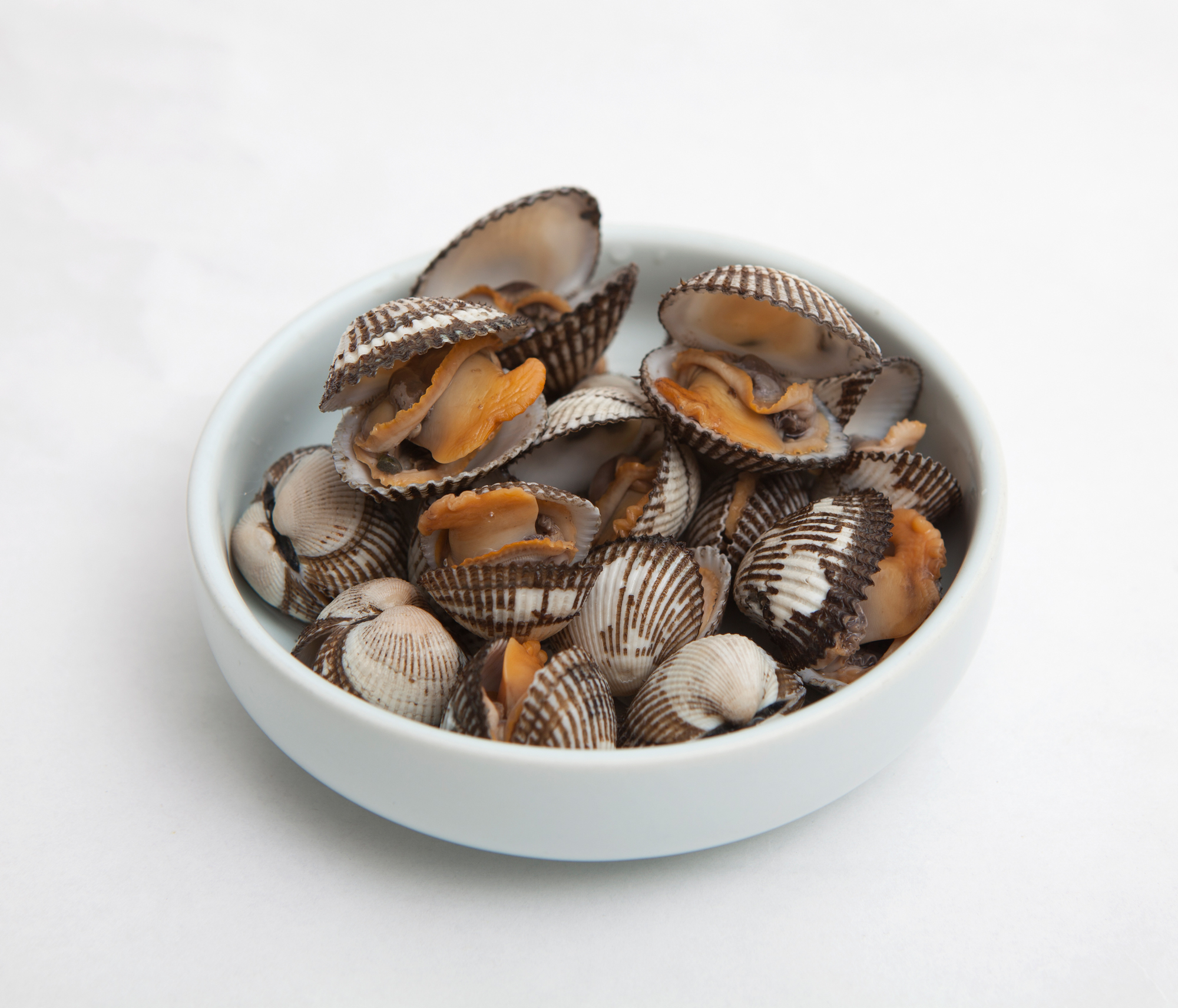